# Leipzig Thüringer Bahnhof

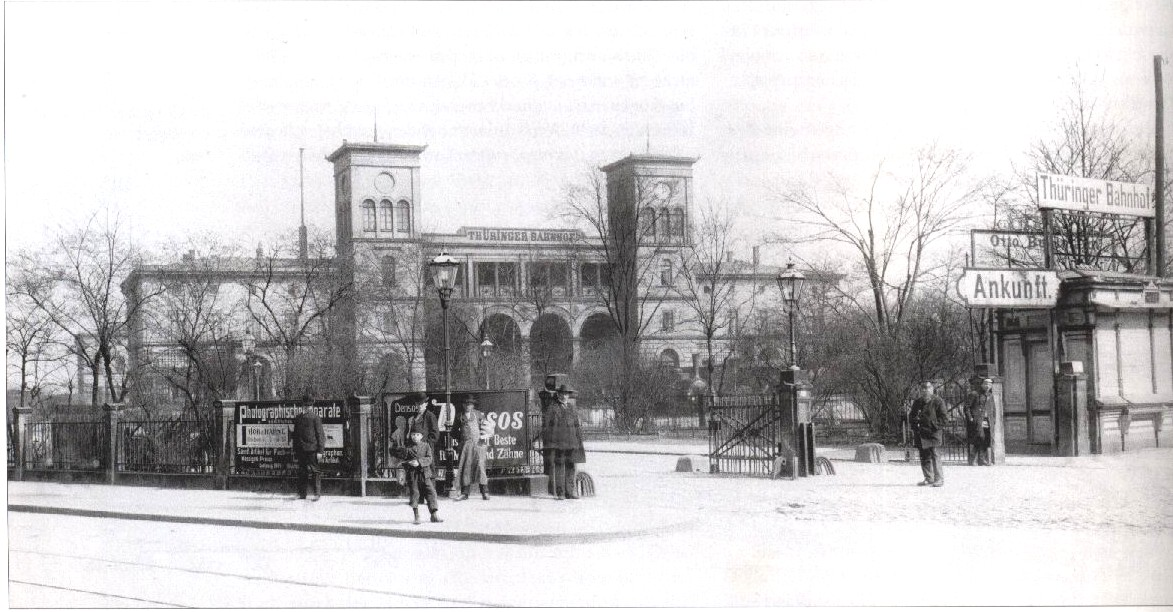
Thüringer Bahnhof, um 1900

Der Thüringer Bahnhof war ein Bahnhof in Leipzig, der von 1857 bis 1907 für den Eisenbahnverkehr genutzt wurde. Er wurde abgerissen, als 1907 der Bau des neuen Leipziger Hauptbahnhofs begann.

## Geschichte

Abriss des Thüringer Bahnhofs, 1907

Zwischen 1845 und 1847 errichtete die Thüringische Eisenbahn-Gesellschaft eine in Halle (Saale) beginnende Eisenbahnstrecke nach Thüringen, ohne dabei Leipzig als Haltepunkt in die Planung einzubeziehen. Um die Messestadt, die als Endpunkt der Leipzig-Dresdner Eisenbahn, der Sächsisch-Bayerischen Eisenbahn und der Magdeburg-Leipziger Eisenbahn bereits zum Eisenbahnknotenpunkt geworden war, an die thüringische Strecke anzubinden, wurde bis 1856 eine 31,5 Kilometer lange Verbindung von Leipzig nach Corbetha (Großkorbetha) gebaut.

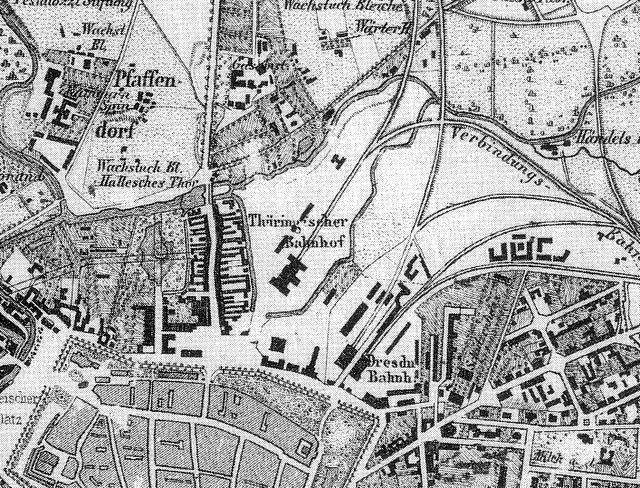
Der Thüringer Bahnhof auf einer Karte von 1860

Als Standort für das Bahnhofsgelände wurde der südliche Teil der sogenannten Gerberwiesen ausgewählt, die im Norden an das Stadtgebiet grenzten und unweit nordwestlich des Dresdner und Magdeburger Bahnhofs lagen. Aufgrund der ungünstigen Bodenverhältnisse – der Bahnhof sollte in einem von einem Arm der Parthe umschlossenen Gebiet errichtet werden – musste die Eisenbahngesellschaft nach dem Erwerb des Grundstücks von der Stadt Leipzig zunächst erhebliche Vorarbeiten leisten. Der sumpfige Untergrund, der aus Moosboden und einer bis zu 1,7 Meter tiefen Torfmoosschicht bestand, wurde ausgehoben und mit Sand aus dem nahe liegenden Mockau verfüllt. Dazu waren 700 Arbeiter mit 300 Kippkarren sowie von Pferden gezogene Loren auf Gleisen im Einsatz. In einem zeitgenössischen Bericht über den Bau ist dazu Folgendes zu lesen:

„In langen Zügen bewegten sich zweirädrige Karren, von Menschen gezogen, auf den provisorischen Fahrbahnen über die Wiese hin, deckten den Sumpf mit Sand und schufen so die Bauplätze für die neuen Bahnhofsanlagen. […] Trotzdem drang danach noch überall Wasser in die Baugruben. […] Es war dies für die Arbeiter eine höchst beschwerliche und angreifende Arbeit, das Wasser beizte die Füße auf eigenthümliche Weise ganz hochroth, verschiedene mußten anderweitig beschäftigt werden.“

Am 22. März 1856 wurde die neue Strecke eingeweiht. Kurioserweise existierte zu diesem Zeitpunkt nur ein provisorisches Bahnhofsgebäude. Die Grundsteinlegung für das Empfangsgebäude und die Bahnhofshalle erfolgte erst am 28. März 1856. Die in den darauf folgenden Monaten errichtete Bahnhofshalle hatte eine Länge von 96 Metern und eine Breite von 27,8 Metern. Die Tragekonstruktion der vier Gleise überdachenden Halle war aus Schmiedeeisen statt wie bei den anderen Leipziger Bahnhöfen aus Holz gefertigt. Das architektonische Vorbild war dabei der Hamburger Bahnhof in Berlin, der 1847 eröffnet worden war.
Am 11. Juli 1857 wurde der Kopfbahnhof offiziell eröffnet. Das gesamte Bahnhofsgelände, auf dem sich auch eine Gasanstalt und eine Wasserreinigungsanlage befanden, nahm eine Fläche von etwa 100.000 Quadratmetern ein. In Spitzenzeiten wurden von hier aus täglich etwa 25 Züge abgefertigt.
Wegen des zunächst im Westen auf preußischer Seite beginnenden Baus des Leipziger Hauptbahnhofes musste der Thüringer Bahnhof als erster der einst dort befindlichen Bahnhöfe weichen. Am 1. Oktober 1907 wurde der Bahnhof geschlossen und in der Folge abgetragen.